# Deepin
Deepin (ранее Linux Deepin, Hiweed Linux и Hiwix) — дистрибутив Linux, основанный на Debian с собственным окружением рабочего стола DDE (Deepin Desktop Environment на основе Qt), с оконным менеджером Kwin от проекта kde и рядом приложений, среди которых «CrossOver» для запуска Windows-приложений, музыкальный проигрыватель — аудио проигрыватель Deepin, видео проигрыватель — DMovie, система обмена сообщениями — DTalk, инсталлятор (установщик системы), а также центр приложений — Deepin Store.
Deepin поддерживает 30 языков (русский в том числе) .

## История
Проект начался в 2004 году под именем Hiweed Linux. Первоначально это был китайский дистрибутив Linux, управляемый сообществом.
В 2011 году была создана коммерческая компания «Wuhan Deepin Technology Co., Ltd.» («Ухань-Дипин-Технология»), возглавившая разработку и поддержку дистрибутива. С 2014 года часть дохода компании была получена от контрактов с правительством КНР.
В 2015 году «Deepin Technology» присоединилась к The Linux Foundation.
С недавнего времени Deepin начал переработку дизайна и исходного кода. Современная версия Deepin будет использовать базу Chromium.

## Пакеты
Deepin наследует все пакеты из базы Debian и предоставляет собственный репозиторий с популярным программным обеспечением, таким как Vivaldi.
Deepin является стратегическим партнером CodeWeavers. Версия CodeWeavers «CrossOver» (коммерческий вариант «Wine») поставляется вместе с Deepin.
В Deepin используется собственная свободная среда рабочего стола Deepin Desktop Environment, которая также была добавлена в репозитории пакетов некоторых дистрибутивов Linux, например, Arch Linux, а Manjaro Linux имеет поддерживаемую сообществом версию дистрибутива, которая поставляется с окружением Deepin Desktop.
- Deepin Boot Maker
- Deepin Installer
- Deepin File Manager
- Deepin System Monitor
- Deepin Package Manager
- Deepin Font Installer
- Deepin Clone
- Deepin Picker
- Deepin Store
- Deepin Screen Recorder
- Deepin Voice Recorder
- Deepin Screenshot
- Deepin Terminal
- Deepin Image Viewer
- Deepin Movie
- Deepin Cloud Print
- Deepin OpenSymbol
- Deepin Music
- Deepin Calendar
- Deepin Remote Assistant
- Deepin Manual
- Deepin Emacs
- Deepin Presentation Assistant
- Deepin Calculator
- Graphics Driver Manager
- Deepin Repair
- Deepin Editor

Полный список пакетов Deepin 20.6 — distrowatch.com.

## Возможности

### Установка
Deepin поставляется с простым в использовании установщиком под названием «Deepin Installer», который был создан Deepin Technology. У установщика есть четкие инструкции, поэтому пользователи, не знакомые с Linux, также могут без проблем установить операционную систему. Deepin также поставляется с менеджером разделов дисков, который позволяет пользователю разделить и управлять местом установки дистрибутива.

### Встроенные приложения
Deepin поставляется с предустановленным множеством программ с открытым исходным кодом. Тем не менее, Deepin также поставляется с другими программами с закрытым исходным кодом, такими как Google Chrome, Spotify и Steam.
Deepin также имеет своё собственное программное обеспечение, такие как Deepin Terminal, Deepin Store, Deepin File Manager, Deepin Music и многие другие.

## Критика

### Подозрения в шпионаже
В апреле 2018 года Deepin 15.5 критиковался за то, что он содержал шпионское ПО, по данным блогера QuidsUp. QuidsUp утверждал, что глядя в операционную систему на подозрительные запросы, он заметил, что при отправке запросов в Deepin Store, также появится запрос CNZZ о последующих действиях. При анализе, эти запросы от CNZZ, казалось, собирали агенты браузера и несколько других сведений о пользователе. Это привело к тому, что многие пользователи и сообщество Linux подозревали, что Deepin предоставляет бэкдоры для китайского правительства. Компания сделала официальные заявления по этому вопросу, уточнив, что в прошлом они не собирали конфиденциальную информацию пользователя и не собирали конфиденциальную информацию пользователя в будущем. CNZZ — это веб-сайт, похожий на Google Analytics, и собирает пользовательскую анонимную информацию об использовании, такую как размер экрана, браузер и другие «безобидные» пользовательские агенты браузера.
20 июля 2018 года, Deepin удалил статистику CNZZ в новом обновлении Deepin App Store.

### Производительность
Deepin известен своей исключительно медленной скоростью загрузки из репозиториев по умолчанию. Загрузка пакетов из репозиториев Deepin по умолчанию занимает значительно больше времени, чем для других дистрибутивов, что делает работу очень медленной. В дополнение к тому, что Deepin также очень требовательна к процессору и памяти, он легко принимает довольно большие нагрузки памяти даже в режиме ожидания. Хотя это не большая проблема в более новом оборудовании, это может существенно повлиять на производительность в более старых компьютерах.

## История выпусков
Цикл выпуска соответствовал различным графикам, но в настоящее время он рассчитан на четыре выпуска в год. Релизы откладываются, если работа по разработке и тестированию ещё не завершена.
| Версия        | Дата выпуска | Примечания |
| ------------- | ------------ | --- |
| 0.1[уточнить] | 28.02.2004   | Первый выпуск назывался Hiwix 0.1 и был первым основанным на Debian дистрибутивом в Китае. ISO-образ занимал менее 300 мегабайт. |
| 0.2[уточнить] | 03.03.2004   | Название было изменено на Hiweed Linux и версия получила обозначение Hiweed Linux 0.2 |
| 0.3           | 22.07.2004   | Предложен установочный ISO-образ, который «упрощает жизнь новичкам и сохраняет много времени опытным пользователям». |
| 0.55          | 25.09.2004   | |
| 0.6           | 24.02.2005   | |
| 1.0           | 25.09.2006   | Hiweed Linux 1.0 был создан на основе Ubuntu Linux, который предлагает графический метод установки. |
| 2.0           | 17.10.2008   | Попытка сменить среду рабочего стола на LXDE. Эта версия имела статус лишь release candidate и её разработка была остановлена. |
| 9.12          | 30.11.2009   | Deepin и Hiweed объединены и исходный Hiweed Linux был преобразован в проект Linux Deepin. Вышла первая версия нового дистрибутива, Linux Deepin 10.06. |
| 10.06         | 20.07.2010   | Сохранён дизайн предыдущей версии и обновлены основные компоненты. |
| 10.12         | 31.12.2010   | Отказ от графической среды Xfce и переход на Gnome2 из соображений простоты использования. |
| 11.06         | 07.04.2011   | Стиль Ubuntu больше не поддерживается, но средой рабочего стола остался Gnome2. |
| 11.12         | 31.12.2011   | Переход на изменённую оболочку GNOME Shell и добавлены несколько уникальных приложений, таких как Deepin-screenshot. |
| 12.06         | 17.07.2012   | |
| 12.12         | 19.6.2013    | Среда рабочего стола Depth вместо GNOME3. Добавлены Deepin Music Player и Deepin Media Player. |
| 2013          | 28.11.2013   | Game Center |
| 2014.0        | 6.7.2014     | Полностью изменён пользовательский интерфейс, центр управления на рабочем столе справа. |
| 2014.1        | 28.8.2014    | Исправлены ошибки в версии с стилем Windows 7 и появился стиль Windows 8 (рабочий стол). |
| 2014.2        | 31.12.2014   | |
| 2014.3        |              | |
| 15            | 31.12.2015   | Убрана поддержка live-режима, переработаны и обновлены некоторые приложения, исправлены ошибки, а также оптимизирован интерфейс рабочего стола. Основывается не на Ubuntu 14.04, а на Debian 8.3 jessie. |
| 15.1          | 29.01.2016   | Оптимизировано и исправлено множество ошибок. Можно посмотреть в блоге на официальном сайте. Встроен Steam Client. |
| 15.1.1        | 9.03.2016    | Были исправлены баги: - Проблема с тем, что файлы на рабочем столе не могут отображаться нормально. - Проблема, когда Launcher зависла во время работы. - Проблема, что Smart Hide недействительна. |
| 15.2          | 31.05.2016   | |
| 15.4          | 19.04.2017   | Основные новшества: - Центр управления имеет совершенно новый дизайн - Новый установщик имеет полно-экранный интерфейс - Обновленное ядро с улучшенной совместимостью - Перерисованы шрифты Symbol во избежание появления окна напоминания об ошибке                                                                     |
| 15.5          | 30.11.2017   | |
| 15.6          | 15.06.2018   | |
| 15.7          | 20.08.2018   | |
| 15.8          | 15.11.2018   | Основные изменения: - Обновление док-панели - Обновление панели управления - Новая тема загрузчика Grub - Обновлены иконки темной темы - В установщик добавлена функция полного шифрования диска - В файловом менеджере появилась кнопка Recent (недавние файлы) Полный список изменений (англ.).                        |
| 15.9          | 16.01.2019   | Список изменений (англ.) |
| 15.10         | 28.04.2019   | Список изменений (англ.) |
| 15.11         | 19.07.2019   | Список изменений (англ.) |
| 20 beta       | 15.04.2020   | Список изменений (англ.) |
| 20            | 11.09.2020   | Список изменений (англ.) |
| 20.1          | 28.12.2020   | Список изменений (англ.) |
| 20.2          | 31.03.2021   | Основные изменения: - Обновлено LTS ядро до 5.10, а стабильное ядро до версии 5.11 - Репозиторий обновлён, обновления из Debian 10.8 Полный список изменений (англ.) |
| 20.3          | 23.11.2021   | Основные изменения: - Стабильное ядро обновлено до версии 5.15 с улучшенной поддержкой процессоров Intel 12-го поколения и файловых систем NTFS, а также улучшенной совместимостью с системой. - Улучшенное управление в альбоме. - Снимок экрана теперь поддерживает длинную прокрутку. Полный список изменений (англ.) |
| 20.4          | 19.01.2022   | |
| 20.5          | 1.04.2022    | |
| 20.6          | 3.06.2022    | Ядро Linux 5.15.34 |
| 20.8          | 08.12.2022   | |